# Gampsocleis
A Gampsocleis a fürgeszöcskefélék családjának egyik neme.

## Jellemzői
Az ide tartozó fajok Eurázsiában honosak, Európától (a Brit-szigetek és Skandinávia kivételével) Közép-Ázsián keresztül egészen Koreáig és Japánig. Magyarországon egyetlen faj, a tőrös szöcske képviseli, amelyben egyben a típusfaj is. A szemölcsevő szöcskére hasonlít, csak kisebb nála. 

## Fajok
A genusba a következő fajok tartoznak:
- Gampsocleis abbreviata Herman, 1874
- Gampsocleis acutipennis Karabag, 1956
- Gampsocleis akbari Panhwar, Sultana & Wagan, 2017
- Gampsocleis assoi Bolívar, 1900
- Gampsocleis beybienkoi Cejchan, 1968
- Gampsocleis buergeri Haan, 1842
- Gampsocleis carinata Bey-Bienko, 1951
- tőrös szöcske (Gampsocleis glabra) Herbst, 1786 - típusfaj
- Gampsocleis gratiosa Brunner von Wattenwyl, 1862
- Gampsocleis infuscata Uvarov, 1924
- Gampsocleis mongolica Dirsh, 1927
- Gampsocleis recticauda Werner, 1901
- Gampsocleis ryukyuensis Yamasaki, 1982
- Gampsocleis schelkovnikovae Adelung, 1916
- Gampsocleis sedakovii Fischer von Waldheim, 1846
- Gampsocleis sinensis Walker, 1869
- Gampsocleis ussuriensis Adelung, 1910

## Fordítás
- Ez a szócikk részben vagy egészben  a   Gampsocleis című angol Wikipédia-szócikk ezen változatának fordításán alapul.  Az eredeti cikk szerkesztőit annak laptörténete sorolja fel. Ez a jelzés csupán a megfogalmazás eredetét és a szerzői jogokat jelzi, nem szolgál a cikkben szereplő információk forrásmegjelöléseként.